# Benzvalene
Il benzvalene è un composto organico, un idrocarburo alifatico insaturo triciclico, nonché uno dei diversi isomeri del benzene. 
Fu sintetizzato per la prima volta da K. E. Wilzbach nel 1967, attraverso la fotolisi del benzene. Tale sintesi è stata poi replicata in maniera più efficiente da Thomas J. Kats nel 1971; questa consisteva nel trattare il ciclopentadiene con metillitio in etere dimetilico ad una temperatura di -45 °C.
Il benzvalene può essere formato anche attraverso l’irradiazione del benzene a 237-254nm. 
A partire da questa molecola è stato sintetizzato il prismano.
L'idrocarburo in soluzione è descritto come avente un odore estremamente sgradevole. Il composto puro, invece, esplode facilmente e si converte in benzene con un’emivita di circa 10 giorni.
il benzvalene può venire polimerizzato in polibenzvalene attraverso il processo ROMP.